# Joachim Scholtyseck

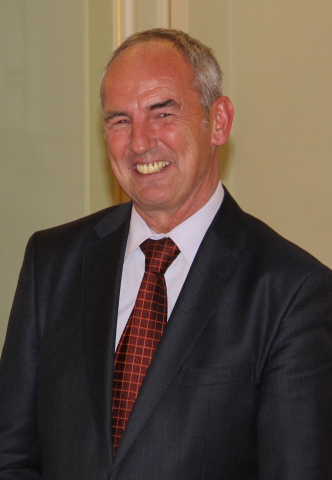
Joachim Scholtyseck bei der Wolf-Erich-Kellner-Preis-Verleihung 2016.

Joachim Scholtyseck (* 18. August 1958 in Bonn) ist ein deutscher Historiker. Er lehrt seit 2001 als Professor für Geschichte der Neuzeit an der Universität Bonn.

## Leben und Wirken
Nach dem Abitur und dem Wehrdienst studierte Scholtyseck ab 1980 an der Universität Bonn Geschichte, Politische Wissenschaft, Kunstgeschichte und Soziologie. 1991 folgte die Promotion (bei Klaus Hildebrand), anschließend arbeitete er von 1993 bis 1999 als wissenschaftlicher Assistent an der Universität Karlsruhe, wo er 1998 mit einer Arbeit zum Thema Robert Bosch und der liberale Widerstand gegen den Nationalsozialismus habilitierte. Ebenfalls 1998 erhielt Scholtyseck den Landeslehrpreis Baden-Württemberg. Im Jahr 2001 folgte er einem Ruf an die Universität Bonn, an der er (von 2010 bis 2018 gemeinsam mit Dominik Geppert) Lehrstuhlinhaber in der Abteilung Neuere und Neueste Geschichte ist. 
Scholtyseck ist Beiratsmitglied der „Forschungsstelle Widerstand gegen den Nationalsozialismus im deutschen Südwesten“ der Universität Karlsruhe, war von 2004 bis 2023 stellvertretender Vorsitzender der „Forschungsgemeinschaft 20. Juli 1944“, sowie stellvertretender Vorsitzender des Wissenschaftlichen Beirats des Instituts für Bank- und Finanzgeschichte. Er ist seit 2005 Vorsitzender des Kuratoriums der Wolf-Erich-Kellner-Gedächtnisstiftung für die Vergabe des Wolf-Erich-Kellner Preises und seit 2011 Vorsitzender des Wissenschaftlichen Beirats des Instituts für Zeitgeschichte.
Scholtysecks Forschungsschwerpunkte sind das Deutsche Kaiserreich, die italienische Geschichte im 19. und 20. Jahrhundert, die amerikanische Geschichte im 20. Jahrhundert, der Faschismus/Nationalsozialismus, der Widerstand gegen den Nationalsozialismus, der Kalte Krieg, die Außenpolitik der DDR sowie die Unternehmens- und Bankengeschichte. Er legte 2011 die erste Unternehmensgeschichte der Freudenberg & Co. KG vor. Er schildert die Entwicklung des Unternehmens von ihren Anfängen bis in die frühen 1950er Jahre. Den Schwerpunkt bildet mit 14 von 19 Kapiteln die Zeit des Nationalsozialismus. Im Jahr 2003 erschien von ihm eine Darstellung über die Außenpolitik der DDR in der Enzyklopädie deutscher Geschichte.
Scholtyseck ist neben Eckart Conze, Dominik Geppert, Elke Seefried, Jürgen Frölich und Ewald Grothe seit 2012 Herausgeber des Jahrbuchs zur Liberalismus-Forschung, das im Auftrag der Friedrich-Naumann-Stiftung für die Freiheit erscheint. Er ist zudem Vorsitzender des wissenschaftlichen Beirats der Otto-von-Bismarck-Stiftung in Friedrichsruh.

## Schriften (Auswahl)
- Alliierter oder Vasall? Italien und Deutschland in der Zeit des Kulturkampfes und der „Krieg-in-Sicht“-Krise 1875. Böhlau, Köln u. a. 1994, ISBN 978-3-412-08993-1.
- Robert Bosch und der liberale Widerstand gegen Hitler 1933–1945. Beck, München 1999, ISBN 978-3-406-45525-4.
- Die Außenpolitik der DDR (= Enzyklopädie Deutscher Geschichte. Bd. 69). Oldenbourg, München 2003, ISBN 978-3-486-55748-0.
- Der Aufstieg der Quandts. Eine deutsche Unternehmerdynastie. Beck, München 2011, ISBN 978-3-406-62251-9.
- Die Geschichte der National-Bank 1921 bis 2011. 2. unveränderte Auflage. Steiner, Stuttgart 2011, ISBN 978-3-515-10004-5.
- Freudenberg. Ein Familienunternehmen in Kaiserreich, Demokratie und Diktatur. C. H. Beck, München 2016, ISBN 978-3-406-68853-9.
- mit Carsten Burhop, Michael Kißener, Hermann Schäfer: Merck. From a pharmacy to a global corporation. Beck, München 2018, ISBN 978-3-406-70040-8.
- Otto Beisheim. Jugend, Soldatenzeit und Entwicklung zum Handelspionier. Ferdinand Schöningh, Paderborn 2020, ISBN 978-3-506-70429-0.
- Reinhard Mohn: Ein Jahrhundertunternehmer. C. Bertelsmann Verlag, München 2021, ISBN 978-3-570-10441-5.
- Henkel. Vom Waschmittelhersteller zum Weltunternehmen. München 2026.